# Stroszek
Stroszek is een West-Duitse dramafilm uit 1977 onder regie van Werner Herzog. De film won diverse filmprijzen, waaronder de Preis der deutschen Filmkritik.

## Verhaal
Stroszek is uit de gevangenis vrijgelaten en hij beweert dat hij wil stoppen met drinken. Met zijn klokkenspel en accordeon tracht hij als straatmuzikant de kost te verdienen. Hij sluit vriendschap met de prostituee Eva. Na te zijn vernederd door Eva's pooier besluiten ze samen met de buurman van Stroszek naar Wisconsin te emigreren.

## Rolverdeling
- Bruno S.: Stroszek
- Eva Mattes: Eva
- Clemens Scheitz: Scheitz
- Burkhard Driest: Pooier
- Wilhelm von Homburg: Pooier